# Christoph Links

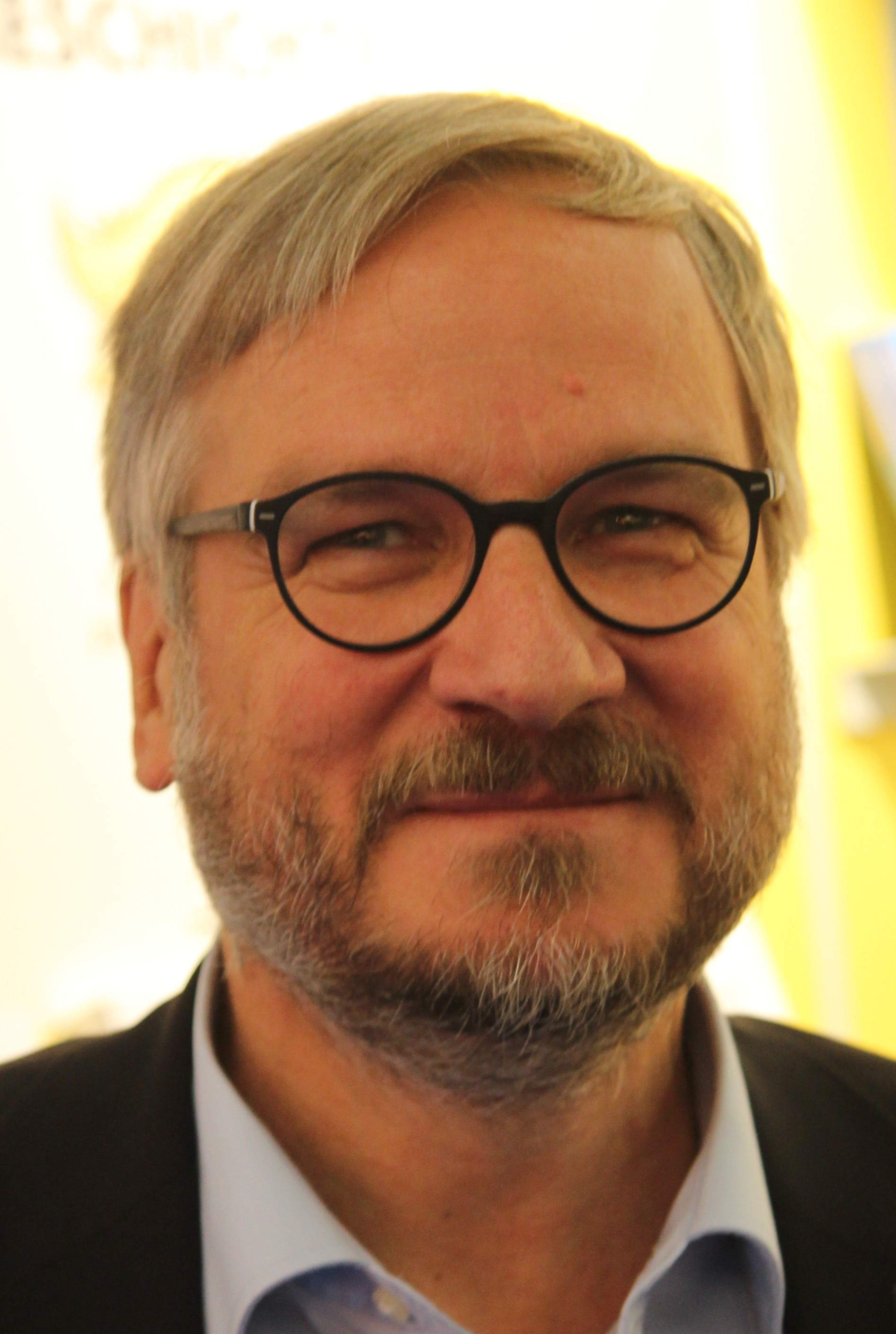
Christoph Links, 2017

Christoph Links (* 15. September 1954 in Caputh) ist ein deutscher Verlagshistoriker, Sachbuchautor und Herausgeber sowie ehemaliger Verleger und Geschäftsführer des Ch. Links Verlags.

## Leben
Christoph Links ist der Sohn von Roland Links (1931–2015), der in der DDR als Lektor und Verleger tätig war.
Er studierte von 1975 bis 1980 Philosophie und Lateinamerikanistik an der Humboldt-Universität zu Berlin und der Universität Leipzig. Danach war er sechs Jahre lang Lateinamerika-Redakteur bei der Berliner Zeitung. 1986 wurde er Assistent der Geschäftsleitung des Aufbau-Verlags.
Am 1. Dezember 1989 stellte Links den Antrag auf eine Verlagslizenz. Er gründete einen der ersten Privatverlage in der DDR, dessen Schwerpunkt auf Politik und Zeitgeschichte des 20. Jahrhunderts liegt. Im Ch. Links Verlag erscheinen Standardwerke zur Geschichte der Deutschen Demokratischen Republik.
Der Verlag wurde 2019 Bestandteil der Aufbau-Verlagsgruppe, wo er unter eigenem Namen fortgeführt wird. Christoph Links beendete seine Verlegertätigkeit zum Jahresende 2020.
Links promovierte 2008 an der Humboldt-Universität mit einer Studie über die Privatisierung der DDR-Verlage nach der Wende zum Dr. phil. Die Arbeit erschien 2009 unter dem Titel Das Schicksal der DDR-Verlage. Die Privatisierung und ihre Konsequenzen.
Links war von 2017 bis 2019 Sprecher der Interessengruppe Meinungsfreiheit im Börsenverein des Deutschen Buchhandels (IG Meinungsfreiheit). Seit Oktober 2021 war er Präsidiumsmitglied (Beisitzer) des PEN-Zentrum Deutschland, bis er im Mai 2022 zusammen mit dem gesamten Vorstand zurücktrat.

## Ehrungen
- 2011: Bundesverdienstkreuz am Bande[4]
- 2019: Verdienstorden des Landes Berlin
- 2019: Verleger des Jahres
- 2023: Rahel Varnhagen von Ense-Medaille

## Veröffentlichungen (Auswahl)
- mit Hannes Bahrmann: Contras contra Nikaragua. Entstehung, Struktur, Taktik der bewaffneten Konterrevolution. Dietz Verlag, Berlin 1985
- mit Hannes Bahrmann: Sechsmal Mittelamerika. Konflikte einer Region. Dietz Verlag, Berlin 1985
- mit Hannes Bahrmann und Peter Jakobs: Killerkommando. Schwarzbuch: CIA und Contras. Verlag Neues Leben, Berlin 1986
- mit Hannes Bahrmann: Wir sind das Volk, die DDR im Aufbruch, eine Chronik. Aufbau, Hammer, Berlin/Weimar/Wuppertal 1990, ISBN 3-87294-429-0
- mit Heinz Knobloch, Thomas Wenzel, Michael Richter (Fotograf): Berliner Geisterbahnhöfe / The Berlin Ghost Stations / Les gares fantômes. Ch. Links, Berlin 1994 ISBN 3-86153-072-4 (Texte: deutsch, französisch, englisch).
- mit Christian Härtel (Hrsg.): Über unsere Bücher läßt sich streiten: zehn Jahre Christoph-Links-Verlag. Ch. Links, Berlin 1999, ISBN 3-86153-200-X.
- mit Sybille Nitsche, Antje Taffelt, Annemarie Franke: Das wunderbare Jahr der Anarchie, von der Kraft des zivilen Ungehorsams 1989/90. Ch. Links, Berlin 2004, ISBN 978-3-86153-333-7.
- Das Schicksal der DDR-Verlage. Die Privatisierung und ihre Konsequenzen. Ch. Links, Berlin 2009, 2. Auflage 2010, ISBN 978-3-86153-595-9 (zugleich Dissertation an der Humboldt-Universität Berlin unter dem Titel Die Umgestaltung der ostdeutschen Verlagslandschaft im Prozess der deutschen Einheit. 2008).
- mit Kristina Volke (Hrsg.): Zukunft erfinden, kreative Projekte in Ostdeutschland. Ch. Links, Berlin 2009, ISBN 978-3-86153-542-3.
- (Hrsg.): Mit Links überleben: 20 Jahre Christoph-Links-Verlag. Ch. Links, Berlin 2009, ISBN 978-3-86153-555-3.
- mit Hannes Bahrmann: Chronik der Wende, die Ereignisse in der DDR zwischen 7. Oktober 1989 und 18. März 1990. 12. Auflage. Ch. Links, Berlin 2009 (Erstausgabe erschien 1994 und 1995 in 2 Bänden), ISBN 978-3-86153-582-9.
- (Hrsg.): Einmischung erwünscht. 25 Jahre Ch. Links Verlag. Ch. Links, Berlin 2014, ISBN 978-3-86153-800-4.
- mit Hannes Bahrmann: Finale. Das letzte Jahr der DDR. Ch. Links, Berlin 2019, ISBN 978-3-96289-061-2.
- 30 Jahre Ch. Links Verlag. Eine Chronik. Ch. Links, Berlin 2019, ISBN 978-3-96289-072-8.
- mit Erhard Schütz (Hrsg.): Das Sachbuch in der DDR. Wehrhahn Verlag, Hannover 2022, ISBN 978-3-86525-970-7.
- mit Siegfried Lokatis und Klaus G. Saur (Hrsg.): Geschichte des deutschen Buchhandels im 19. und 20. Jahrhundert. Band 5: Deutsche Demokratische Republik, Teil 1: SBZ, Institutionen, Verlage 1, De Gruyter Verlag, Berlin 2022, ISBN 978-3-11-047003-1.
- mit Siegfried Lokatis und Klaus G. Saur (Hrsg.): Geschichte des deutschen Buchhandels im 19. und 20. Jahrhundert. Band 5: Deutsche Demokratische Republik. Teil 2: Verlage 2. De Gruyter Verlag, Berlin 2023, ISBN 978-3-11-056529-4.
- mit Thomas Keiderling und Klaus G. Saur (Hrsg.): Geschichte des deutschen Buchhandels im 19. und 20. Jahrhundert. Band 5: Deutsche Demokratische Republik, Teil 3: Verlage 3, Verbreitender Buchhandel und Bibliotheken, De Gruyter Verlag, Berlin 2024, ISBN 978-3-11-077950-9.